# William Wrigley, Jr.
Pour les articles homonymes, voir Wrigley.
William Wrigley, Jr., né le 30 septembre 1861 à Philadelphie (Pennsylvanie) et mort le 26 janvier 1932 à Phoenix (Arizona), est un homme d'affaires américain. Il est le fondateur de la société Wrigley Company, créée à Chicago le 11 avril 1891, et dont la principale activité est la production de chewing-gum.

## Biographie
William Wrigley, Jr. naît le 30 septembre 1861 à Philadelphie. Il est le fils d'un marchand de savon d'origine irlandaise. Pendant son enfance, il aide son père en vendant des savons dans les rues de la ville. Adolescent, il voyage de ville en ville à cheval et vend la production de son père dans les alentours de Philadelphie.
À 29 ans, Wigley quitte Philadelphie et part pour Chicago, où il s'installe et continue de vendre du savon. Il obtient suffisamment de fonds pour ouvrir une fabrique de savon le 11 avril 1891 : la Wm. Wrigley Jr. Company. Cependant, l'idée de Wrigley est d'ouvrir une plus grande industrie, et il lui faut pour cela plus d'argent. Il décide alors de vendre également de la levure. Puis, pour augmenter ses bénéfices, Wrigley décide d'offrir avec chaque savon ou pot de levure une gomme à mâcher. Cette campagne de publicité fonctionne si bien que Wrigley décide d'abandonner totalement les ventes de savon et de levure pour se consacrer au chewing-gum.
Malgré la concurrence, il réussit à faire progresser son entreprise : entre 1893 et 1914, il introduit les Chewing-gums Spearmint, Doublemint et Juicy Fruit dans les magasins de tous les États-Unis. William Wrigley, Jr. est un pionnier de la publicité : non seulement il distribuait des échantillons publicitaires de chewing-gum gratuits, mais en plus il était un des premiers industriels à utiliser les affiches et les journaux pour vanter ses produits.
Il ouvre des fabriques hors du pays : au Canada en 1910, en Australie en 1915 et en Grande-Bretagne en 1927.
Il décède en 1932 à Phoenix. Wrigley demeure l'un des hommes d'affaires les plus connus de Chicago. Il est également le propriétaire du club de baseball 
des Cubs de Chicago, qui s'entraîne dans le stade qui porte son nom, le Wrigley Field.
La Wm. Wrigley Jr. Company est dirigée par les descendants de Wrigley jusqu'au 23 octobre 2006.